# Scuola di economia di Stoccolma

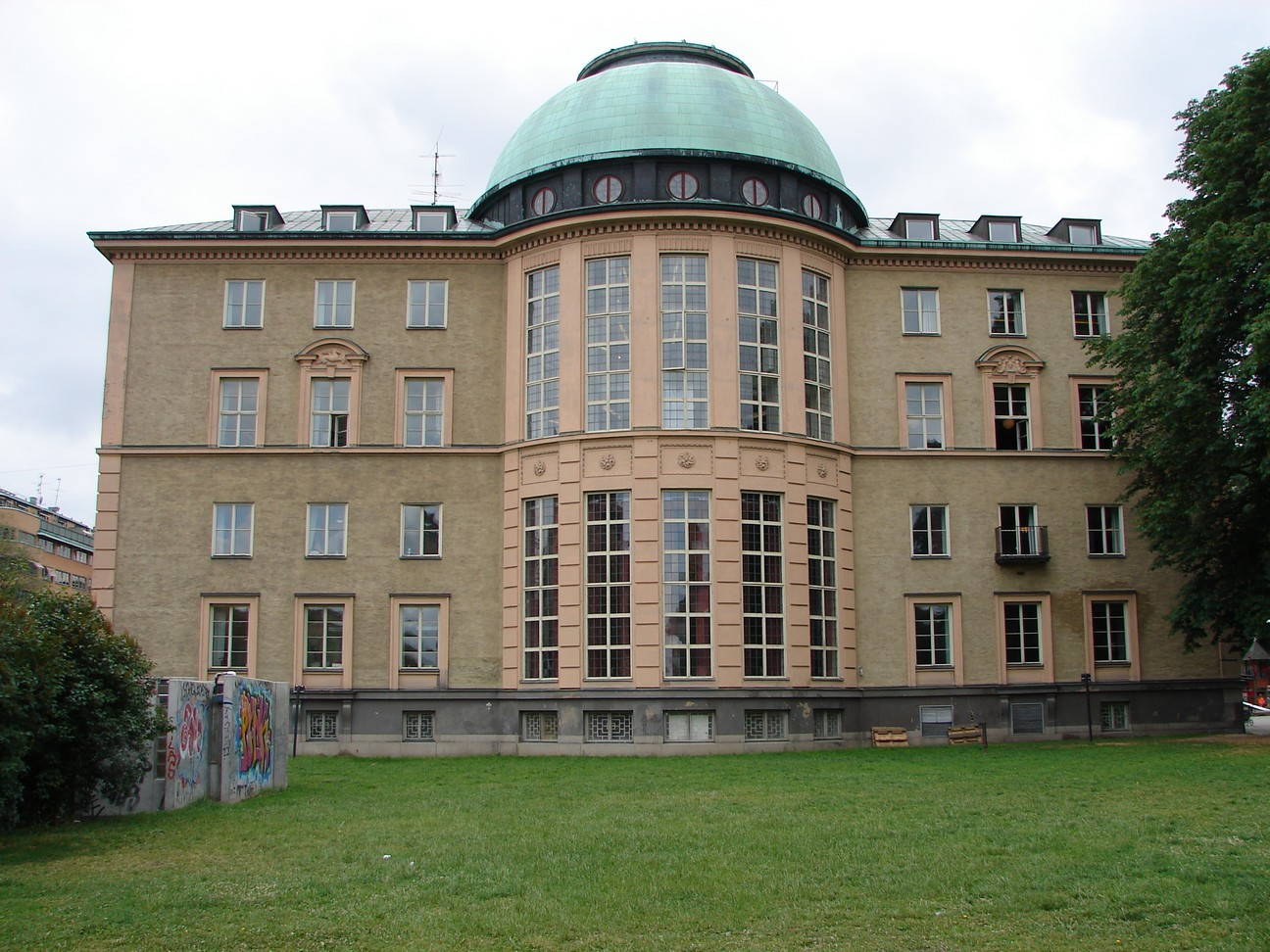
Stockholm School of Economics

La Scuola di economia di Stoccolma o Stockholm School of Economics (SSE) è una scuola di economia di alto livello e università privata svedese. Venne fondata nel 1909 su esempio della London School of Economics per incrementare l'educazione economica in Svezia. Controllata da una società privata, riceve anche aiuti governativi.
I più conosciuti allievi di questo istituto sono gli economisti Eli Heckscher e Bertil Ohlin, che svilupparono la cosiddetta teoria di Heckscher-Ohlin sul commercio internazionale. Ohlin ricevette in seguito il premio Nobel per l'economia nel 1977. Heckscher è anche ricordato come il fondatore della storia economica come disciplina accademica in Svezia.
A livello di rankings, il Master in Finanza ha raggiunto la diciottesima posizione a livello globale. Tra i Master in Management, SSE si è posizionata ottava a livello mondiale nella classifica stilata dal Financial Times. Secondo Quacquarelli Symonds (QS), SSE si posiziona ventiseiesima tra le università nel campo dell'economia.

## Storia: dal 1900 al 2023
Nel 1900 prende forma l'idea di istituire una scuola universitaria dedicata agli studi commerciali in Svezia. L'iniziativa è promossa, tra gli altri, dalle influenti famiglie Söderberg e Wallenberg, le quali riconoscono l'esigenza di formare manager e personale specializzato in un periodo di rapida espansione industriale. Nel 1903, il direttore bancario K.A. Wallenberg compie un passo significativo donando 100.000 SEK come contributo iniziale per la creazione di una scuola di commercio a Stoccolma.
Il 1905 segnò un altro capitolo cruciale nella storia della scuola, quando su iniziativa di K.A. Wallenberg, la Commissione per il Commercio Nazionale chiese al re di incaricare due eminenti figure, il Rettore Å W:son Munthe del Frans Schartau Practical Business Institute e il governatore della scuola di grammatica A. Nordfelt, di effettuare un viaggio in Europa e negli Stati Uniti per studiare gli istituti di istruzione superiore in business più recenti e rinomati.
Il 1906 fu l'anno in cui l'Associazione della Scuola di Economia di Stoccolma venne ufficialmente costituita nella Sala Principale della Borsa di Stoccolma. Il fondatore si impegnò a effettuare una donazione annuale di 400 SEK per i successivi cinque anni. 
Nel 1907, l'associazione contava già 250 membri e con le contribuzioni degli stessi, la donazione iniziale di 100.000 SEK e un contributo di 200.000 SEK dalla Stockholms Enskilda Bank, raggiunse un totale di 800.000 SEK.
Il 27 maggio 1909 ci fu l'apertura ufficiale della scuola a Brunkebergstorg 2, situata nell'edificio commerciale noto come Brunkebergs hotel. L'intero terzo piano dell'hotel accolse 110 studenti il primo anno. Il curriculum biennale comprendeva materie come economia, commercio, geografia economica e una combinazione di scienze politiche e legge.
Nello stesso anno ci fu la fondazione dell'Associazione degli Studenti, il cui scopo fondamentale era la cura degli interessi comuni degli studenti. Ai primi studenti che si laurearono nel 1911 fu conferito l'ekonomisk examen.
Nel 1912, Märta Sigrid Löfdahl entrò nella storia come la prima donna a laurearsi alla SSE, aprendo la strada per futuri successi femminili in un settore tradizionalmente dominato dagli uomini.
Il 1926 fu invece un anno di trasformazione, poiché la SSE fu spostata da Brunkebergstorg a Sveavägen 65, inaugurando nuove strutture progettate dall'architetto Ivar Tengbom.
Nel 1929, la SSE fondò il suo primo istituto di ricerca, l'Economic Research Institute, con il compito di condurre ricerche nei campi dell'economia e del commercio. Questo istituto segnò un passo pionieristico in Svezia, essendo il primo dedicato specificamente all'economia.
La durata dell'istruzione venne poi prolungata da due a tre anni nel 1939, e il nome del diploma cambia in "ekonomexamen" mentre il titolo diventa "civilekonom".
Negli anni '40, la SSE sperimenta una crescita significativa delle domande di ammissione, con il numero di richieste che passa da circa 250 a quasi 600 in pochi anni.
Il 1946 segna un altro traguardo importante, con la presentazione della prima tesi di dottorato SSE da parte di Folke Kristensson. Questo rappresenta un precedente nel panorama accademico svedese e avrà seguito in altre istituzioni di istruzione superiore del paese.
Nel 1968, nacque l'IFL (Institutet för Företagsledning), un istituto affiliato in parte alla SSE che offre programmi di formazione esecutiva mirati a business, management e leadership. L'IFL ha successo sia a livello nazionale che internazionale, continuando la sua collaborazione con la SSE e diventando infine strettamente associato alla scuola.
Il 1972 segnò l'avvio del primo programma di master in Svezia basato sul modello americano, segnando una pietra miliare nella storia dell'istruzione superiore del paese.
Nel 1974, Gisèle Asplund fu come la prima donna a conseguire un dottorato alla SSE, presentando la sua tesi "Osäkerhetsfaktorer i företaget och i dess miljö" (Fattori di incertezza nell'azienda e nel suo ambiente).
Il 1975 è un anno di internazionalizzazione per la SSE, con l'avvio degli scambi studenteschi con NYU/Stern.
Il 1977 è un anno di riconoscimenti prestigiosi, con Bertil Ohlin, un ex studente della SSE, che riceve il Premio Nobel per l'Economia insieme a James Meade. Ohlin è stato uno degli alunni più illustri della scuola e il suo contributo alla teoria del commercio internazionale e dei movimenti di capitale è riconosciuto a livello globale.
Nel 1980, la SSE si unisce a PIM (Partnership in International Management), rafforzando ulteriormente la sua posizione a livello internazionale.
Il 1982 è testimone della creazione di Kamratföreningen, un'organizzazione senza scopo di lucro che, oggi nota come SSE Alumni Club, funge da rete per la costruzione di relazioni tra gli ex studenti. La sua crescente adesione conta ora oltre 3000 membri, mantenendo una solida connessione tra gli alumni della SSE.
Il 1991 rappresenta un altro passo importante verso l'internazionalizzazione, con l'ingresso della SSE nella Global Alliance in Management Education, nota come CEMS. Fondata nel 1988 da importanti scuole di economia europee, CEMS è diventata un simbolo di eccellenza nel mondo dell'istruzione manageriale.
Nel 1993, il programma di studi per conseguire la "civilekonomexamen" viene prolungato a quattro anni.
Nel 1994, la SSE rafforza ulteriormente la sua collaborazione con il mondo aziendale attraverso il Corporate Partnership Program, offrendo alle imprese un solido network, ampia visibilità del marchio e opportunità di reclutamento, mentre fornisce agli studenti l'occasione di interagire con le figure chiave del settore.
Nel 1994, la SSE avvia un progetto di cooperazione con il governo lettone, dando origine alla SSE Riga. Da allora, questa istituzione di insegnamento commerciale internazionale è cresciuta in fama, contribuendo alla promozione della conoscenza nei paesi baltici.
Nel 1997, l'Istituto di Business Internazionale (IIB) istituisce il Gunnar Hedlund Award in International Business. Questo premio, nato in memoria del professor Gunnar Hedlund, ha l'obiettivo di stimolare i dottorandi di tutto il mondo nel campo del Business Internazionale. 
Nel 1999, la SSE ottiene l'accreditamento da parte del Sistema Europeo di Miglioramento della Qualità (EQUIS), confermando l'eccellenza di tutti i programmi e delle ricerche a livello internazionale.
Il nuovo millennio vede la SSE mantenere il suo impegno per l'innovazione e l'internazionalizzazione. Nel 2001, Carin Holmquist diventa la prima professoressa donna alla SSE, portando il suo riconoscimento internazionale nell'ambito degli studi sul business e dell'imprenditorialità.
Il 2001 è anche l'anno in cui la SSE lancia il SSE Business Lab, un incubatore di start-up che sostiene gli studenti con uno spirito imprenditoriale, diventando il trampolino di lancio per aziende di successo come Klarna, Quinyx e Budbee.
Il 2007 è testimone di un importante cambiamento, con l'implementazione della struttura del programma europeo secondo l'accordo del Processo di Bologna. Questo processo mira a garantire la comparabilità in termini di qualità e standard in tutta Europa. Il programma quadriennale che porta al conseguimento della "civilekonomexamen" viene sostituito da un programma di laurea triennale e nuovi programmi di master biennali internazionali vengono introdotti, rappresentando un passo significativo verso un maggior grado di internazionalizzazione.
Il 2008 è segnato da espansioni significative e dalla ricostruzione dell'atrio, resa possibile grazie alle generose donazioni principalmente dalla Knut and Alice Wallenberg Foundation. L'aggiunta di aule e sale seminari supplementari è accompagnata dalla trasformazione del cortile in un atrio vetrato.
Nel 2008, la SSE assume la gestione di un programma di retail management da Nordiska Detaljhandelshögskolan a Norrtälje. Il programma, ribattezzato BSc Program in Retail Management, rimane a Campus Norrtälje e rappresenta un caso unico nel panorama accademico svedese ed europeo, essendo finanziato interamente dalle aziende del settore retail.
Il 2009 è un anno di celebrazioni, poiché segna il centenario della SSE. In concomitanza con l'anniversario, la Fondazione Ragnar Söderberg fa una generosa donazione per consentire ulteriori progressi e progetti presso la scuola.
Il 2010 vede la creazione dell'Istituto di Ricerca SSE (SIR), che subentra alle operazioni dell'Istituto di Ricerca Economica del 1929. L'obiettivo di SIR è contribuire all'avanzamento delle scienze economiche, agendo spesso come nodo per le collaborazioni tra università svedesi o aziende. L'obiettivo è creare gruppi di ricerca solidi e sostenibili all'interno della sfera SSE.
Il 2011 è caratterizzato dalla fondazione della Swedish House of Finance, un centro di ricerca nazionale svedese in economia finanziaria. Questa iniziativa è una collaborazione tra la SSE e l'Istituto di Ricerca Finanziaria (SIFR), con l'obiettivo di rafforzare la ricerca finanziaria in Svezia e condividere i risultati benefici con i settori privato, pubblico e accademico del paese.
Nel 2013, la SSE aderisce ai Principi di Management Responsabile delle Nazioni Unite (PRME), consolidando il suo impegno per la responsabilità sociale e l'educazione manageriale etica.
Il 2015 è un anno significativo per la SSE, con il lancio di MISUM (Mistra Center for Sustainable Markets), un centro di ricerca e istruzione interdisciplinare focalizzato sulla ricerca di soluzioni commerciali sostenibili. Collaborando a livello nazionale e internazionale, la ricerca di MISUM è ampiamente supportata da Mistra, la Fondazione Svedese per la Ricerca Ambientale Strategica.
Nel 2015, nasce anche la SSE Art Initiative, riconoscendo l'arte come una base di conoscenza legittima, in grado di arricchire la scuola e la società nel suo complesso. Questa iniziativa si propone di integrare attivamente arte e discipline umanistiche nel contesto accademico della SSE e nel dibattito pubblico.
Lo stesso anno, la SSE introduce la Global Challenges track, rappresentando l'impegno della scuola a incorporare una prospettiva di sostenibilità nel curriculum tradizionale. Questo sforzo è finanziato dalla Global Challenges Foundation.
Il 2016 vede il lancio del Rapid Acceleration Program (RAMP), un programma di gestione progettato per accelerare l'integrazione dei laureati universitari che sono recentemente arrivati in Svezia. 
Nel 2018, la Stockholm School of Economics (SSE) compie ulteriori passi significativi nella sua evoluzione. Il Bachelor Program in Retail Management diventa il primo corso di laurea triennale insegnato interamente in inglese, segnando una tappa importante nella crescente internazionalizzazione dell'istituto. Inoltre, la SSE lancia la House of Innovation (HOI), un ambiente interdisciplinare dedicato alla ricerca e all'istruzione focalizzate su innovazione, imprenditorialità e digitalizzazione. La HOI si propone di spingere i confini della ricerca moderna e di contribuire allo sviluppo di soluzioni innovative.
Nel 2018, prende forma anche la SSE Literary Agenda, un'iniziativa volontaria che si estende su tre anni e organizza conferenze, circoli di lettura e incontri con autori in tutta la scuola. Sostenuta dalla Fondazione Natur & Kultur, la SSE Literary Agenda mira a integrare la cultura letteraria nel contesto accademico, arricchendo la comunità SSE e il dibattito pubblico.
Nello stesso anno, la SSE definisce la sua nuova missione educativa sotto l'acronimo "FREE", che sottolinea la necessità di una mentalità basata sui fatti e sulla scienza, riflessiva e consapevole, empatica e culturalmente competente, imprenditoriale e responsabile. Questa visione riflette l'impegno della scuola nell'educare leader del futuro con una prospettiva ampia e umanistica.
Nel 2019, la SSE introduce il Data Analytics track a livello magistrale, rispondendo alla crescente importanza dell'analisi dei dati nel mondo degli affari. Questo percorso offre agli studenti la possibilità di acquisire competenze specifiche in analisi dei dati attraverso corsi dedicati.
Negli anni 2019 e 2020, la SSE si unisce a due nuove reti: CIVICA, unione di dieci istituti europei di istruzione superiore nelle scienze sociali, umanistiche, gestionali e di politica pubblica; e GNAM, Global Network for Advanced Management, una rete internazionale che collega le principali business school di tutto il mondo.
Nel 2020, la SSE apre il suo corso di laurea triennale in Business & Economics per l'ammissione internazionale, ampliando così il suo portafoglio di programmi completamente internazionali.
Nel 2022 la SSE acquisisce un nuovo edificio, espandendo ulteriormente il campus e consentendo alla scuola di soddisfare le crescenti esigenze della sua comunità accademica. Inoltre, nello stesso anno viene lanciata la House of Governance & Public Policy, un nuovo centro focalizzato sulla governance e sulla politica pubblica, evidenziando l'impegno della scuola nell'affrontare questioni cruciali a livello globale.
Nel 2023, la SSE presenta il Sustainability Track a livello magistrale, offrendo corsi dedicati e incoraggiando gli studenti a concentrarsi sulla sostenibilità nei loro studi e nelle loro tesi di laurea. Questa iniziativa riflette l'attenzione crescente della scuola sulle sfide ambientali e sociali contemporanee. Con questi sviluppi, la SSE continua il suo cammino verso l'eccellenza, la diversità e la preparazione degli studenti per affrontare le sfide del mondo moderno.